# Kondavenakapalli, Chintamani
Kondavenakapalli là một làng thuộc tehsil Chintamani, huyện Chikkaballapur, bang Karnataka, Ấn Độ.